# 王少堂
王少堂（1889年—1969年），原名德庄，又名熙和，艺名少堂，中国扬州评话表演艺术家。

## 生平
出生于评话世家，其伯父王金章、父亲王玉堂均为扬州评话艺人，王家祖传书目为《水浒》，传至王少堂一代，其将武(松)、宋(江)、石(秀)、卢(俊义)四个“十回”发扬到极致，成为名副其实的评书艺术瑰宝。王少堂七岁从父学艺，九岁过海（登台），十二岁以家传武(松)十回正式从业，在扬州书坛崭露头角。二十岁时即成为扬州评话界四大名家之一。其一生专攻前水浒（即四大“十回”），平日除了登台表演，便便是苦修磨练此书目，使家传书目得到了充分的发扬广大，以致登峰造极。
中華人民共和國成立前，王少堂便名扬海外，留下“听戏要听梅兰芳，听书要听王少堂”绝佳赞誉，中华人民共和国成立后，王少堂先后当选为扬州市人民代表、苏北文联常委、扬州曲艺工作者协会主席、江苏省曲艺研究会会长、中国曲艺工作者协会副主席、第三届全国人民代表大会代表、中国文联委员。

## 艺术成就
王派《水浒》的特点是“甜、粘、锋、辣”，遣词造句如行云流水，音腔韵律抑扬顿挫，清新脱俗。更为难得的是王派表演风格讲究形神兼备，动作表情自成一派，别具一格。让人听书之余也得到视觉享受。综上优点也使得王派水浒屹立于扬州评话巅峰之列。
王派《水浒》在评话艺术日渐衰弱的今天，还能受到众多评话爱好者的青睐，是因为不仅艺有传人，而且艺术资料的整理保存较为完整。继20世纪50年代王少堂演出曲本《武松》和《宋江》整理出版之后，1989年和1995年，中国曲艺出版社和江苏文艺出版社，分别出版了王丽堂演出本《武松》(上下册共十回)和《宋江》(上下册共十回)、《石秀》(十回)、《卢俊义》(十回)。这些文字稿虽然不能重现评话艺术家书场表演那种淋漓尽致的水平，但也让爱好者们过足了扬州评话之瘾。
王少堂完善自己评书艺术的同时，还培养了儿子王筱堂，孙女王丽堂这样的评书艺术家，使得王派水浒后继有人，得以长存发展。（但今天，王派水浒乃至整个扬州评话都陷入了衰退期，虽有当代评话大师王丽堂先生的不懈努力，但仍然无法阻挡这门从古流传的表演艺术颓败之势，实在令人扼腕叹息！）

## 轶事
- 王少堂先生胞兄王少卿也是说《水浒》的名家，其父在传艺时，充分考虑到避免兄弟倾轧的矛盾，着重传授了王少堂前水浒（即四大十回），王少卿后水浒。王少卿先生常年在下河地区表演，并有美誉“活时迁”，可见其表演水平之高。
- 王少堂每日必食鸡卵一枚，并不是为了滋补，而是为了修炼丹田之气，要知道那个时候评书表演可没有麦克风帮你扩声，全靠丹田之气，使这场内数百人听得真真切切。功力实在了得。